# Su Manshu
Su Manshu (chinois 蘇曼殊, né en 1894 et mort en 1918) est un écrivain chinois de la période moderne.
Su Manshu a été bonze. Écrivain et journaliste, il a aussi été peintre. Son roman le plus connu est Le Cygne solitaire (斷鴻零雁記, Duanhong lingyan ji, ou La Solitude de l'oie sauvage), écrit en chinois classique.

## Liste des œuvres
- La Solitude de l'oie sauvage
- Les Larmes rouges du bout du monde (Tianya hong lei ji), traduit du chinois par Dong Chun et Gilbert Soufflet, préface d'Étiemble, Paris, Gallimard, 1989.